# Psychodelia

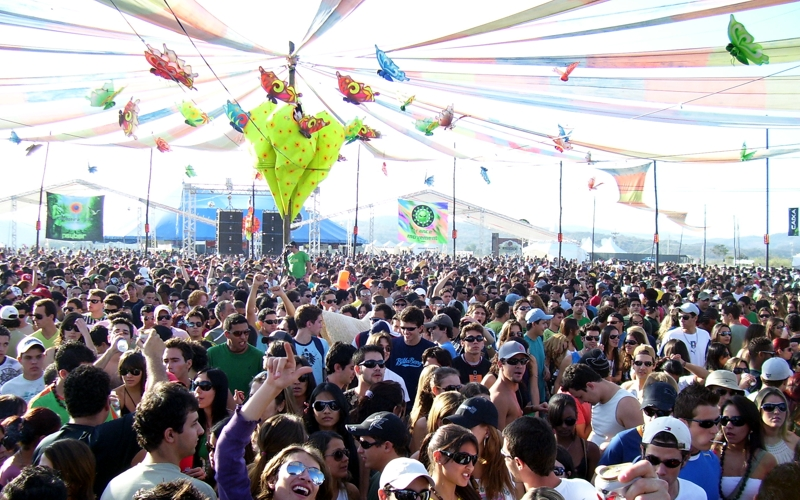
Festiwal psychodelii w Brazylii (2006)

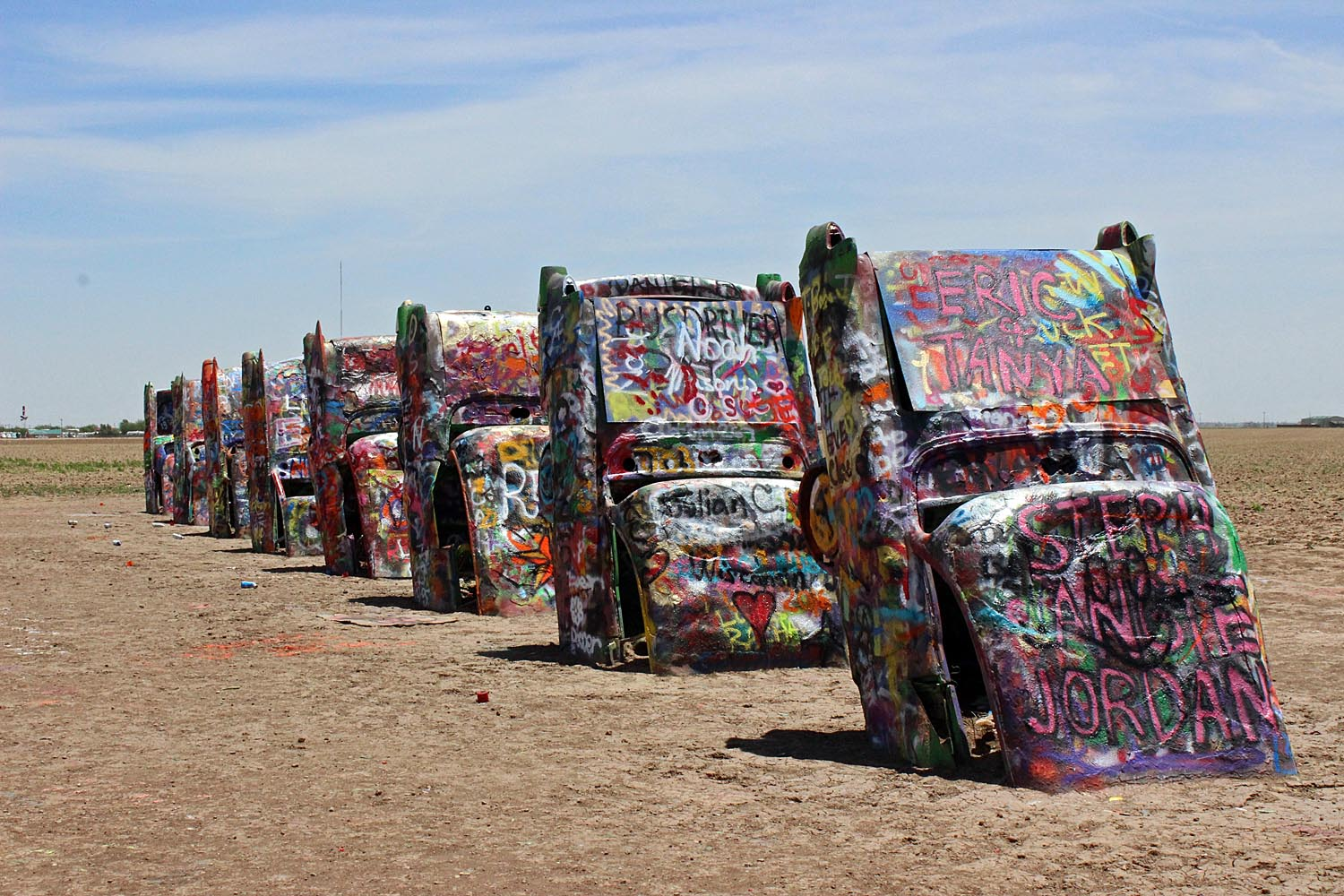
Rząd zakopanych cadillaców, pomalowanych w tęczowe odcienie (2013)

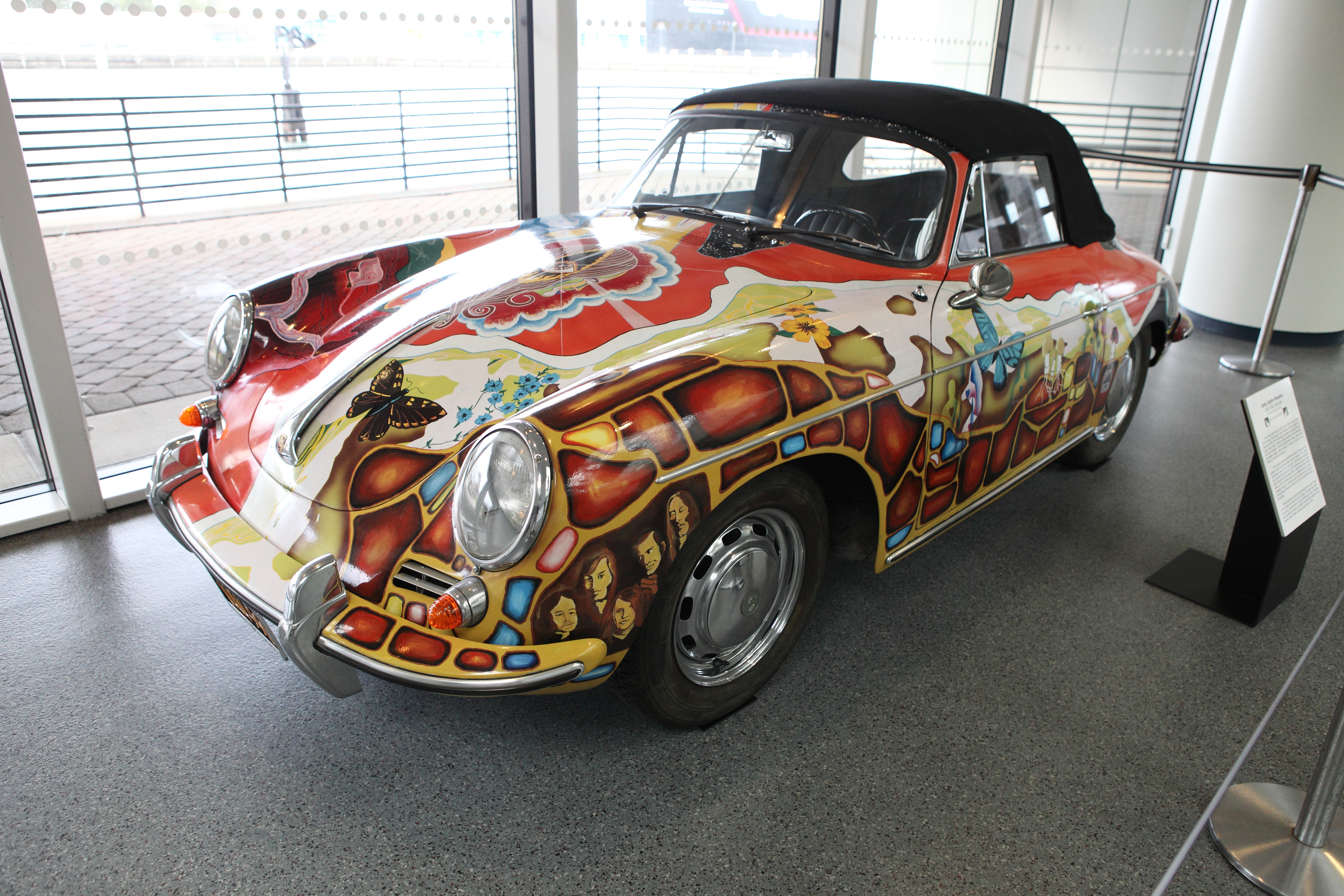
Porsche 356 należący do Janis Joplin na wystawie Summer of Love – Art of the Psychedelic Era w nowojorskim Whitney Museum of American Art (2007)

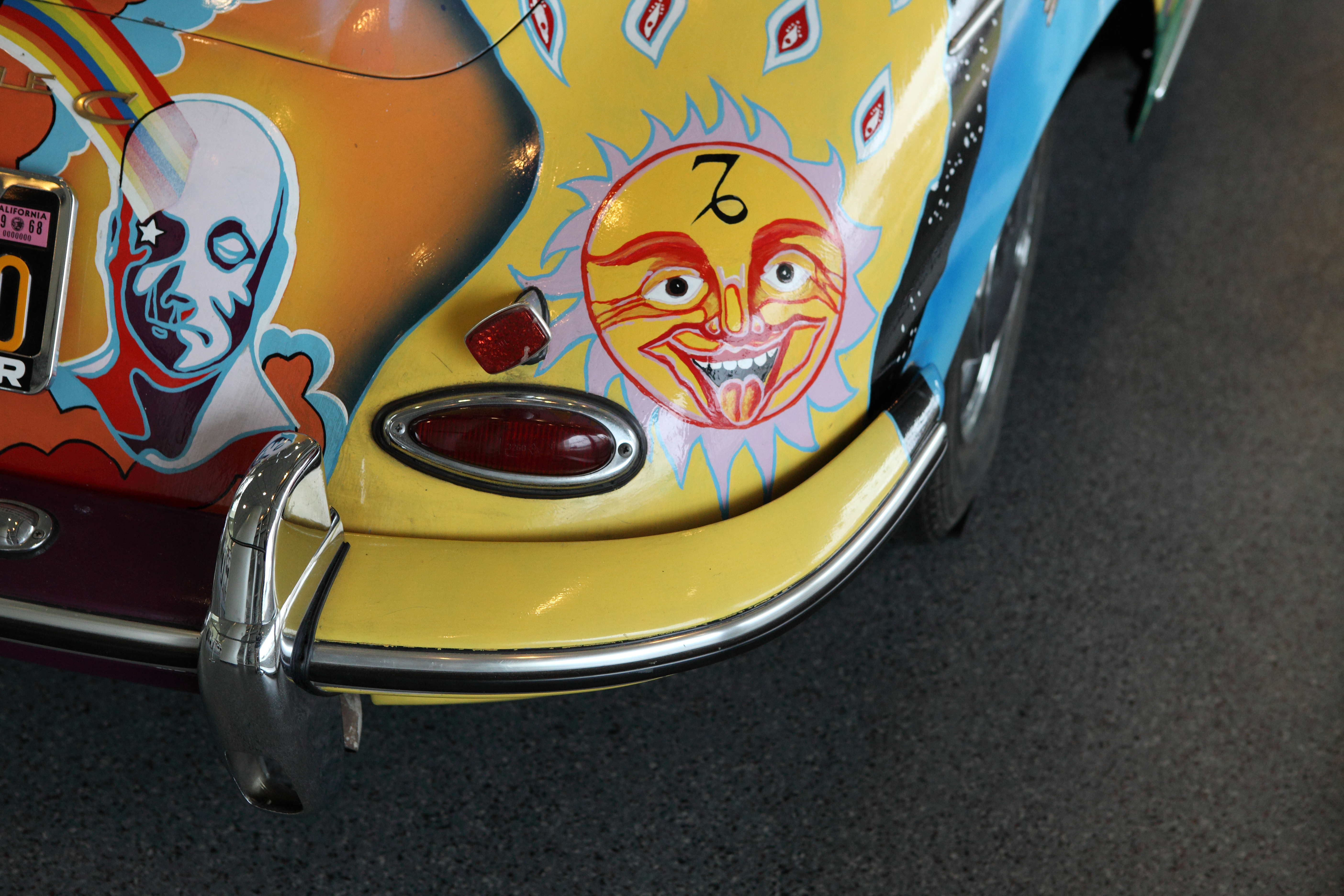
Porsche 356 Janis Joplin

Psychodelia – termin określający styl muzyki, sztuki wizualnej, mody i kultury, oryginalnie przypisywany schyłkowi lat 60. XX wieku i hippisom. Został on stworzony w 1966, lecz największą popularność zdobył podczas Lata Miłości (ang. Summer of Love) w 1967. Jego początki zwykle lokalizuje się w San Francisco w stanie Kalifornia, jednak szybko rozprzestrzenił się w Stanach Zjednoczonych i na całym świecie.
Nazwa psychodelia pochodzi od psychodelików, substancji psychoaktywnych wywołujących mistyczne doznania duchowe, wielobarwne i zmiennokształtne efekty wizualne oraz wzmożoną wrażliwość na bodźce.